# 진유전체
진유전체 또는 엑솜(Exome)은 게놈(유전체)의 영역 중에서 진유전자(Exon) 영역의 총합을 일컫는 말이다. 엑솜은 게놈 내의 모든 엑손으로 구성되며, 전사될 때 인트론이 RNA 스플라이싱에 의해 제거된 후에도 성숙한 RNA 내에 남아 있는 서열이다. 여기에는 전령 RNA(mRNA)의 번역되지 않은 영역과 코딩 영역이 포함된다. 엑솜 염기서열 분석은 20개 이상의 멘델 장애 또는 단일 유전자 장애의 유전적 기초를 결정하는 효율적인 방법임이 입증되었다.

## 같이 보기
- 비번역 DNA
- 비번역 RNA
- 전사체